# Agrifull
Agrifull era una marca italiana di trattori agricoli.
Nasce nel 1974 dalla fusione, sotto l'amministrazione statale Gepi, dei marchi Toselli di Ferrara, che costruiva dal 1960 trattori a ruote e cingolati da vigneto e da frutteto, Saimm (macchine da fienagione) e Gherardi (macchine per lavorazione del terreno), creando così una gamma full-line.
Nel 1977 viene ceduta a Fiat Trattori, che inizialmente ne modifica ed integra la gamma trattori originale.
Alla consueta denominazione numerica dei modelli viene aggiunto un nome di fantasia (ad esempio Griso 75 e Rodeo 95). La nuova proprietà sostituisce la trasmissione della gamma alta (58-105 cv) con una propria, mantenendo i motori VM, mentre nella gamma bassa venne tenuta la trasmissione Agrifull ma con motori Fiat; vengono aggiornate le linee esterne, anche dei trattori cingolati. 
A partire dagli anni '80 e fino al 1995 si limita a commercializzare con la classica livrea verde Agrifull i prodotti FiatAgri (serie 56 e 66, 70 e 90 fino a 140 cv) in versione base.